# جبل كولو
جبل كولو هو بركان طبقي يقع في إندونيسيا. وهو يشكل جزيرة أونا أونا الصغيرة في منتصف خليج توميني وبالتحديد في الجزء الشمالي من سولاويزي. البركان عريض وذو مظهر منخفض مع ارتفاع 507 متر فقط (1.666 قدم) فوق مستوى سطح البحر. يحتوي على كالديرا واسعة بطول 2 كيلومتر (1.2 ميل) مع مخروط بركاني صغير بداخله. تم تسجيل ثلاثة انفجارات فقط في تاريخه تسبب اثنان منها في حدوث أضرار كبيرة.

## ثوران 1898
ثوران البركان كان بقوة رقم 3 في مؤشر التفجر البركاني، ومؤهل لوصف «شديد». وشمل:
- انفجار تنفيس مركزي.
- ثوران بركان بحيري.
- انفجار متفجر متتالي.
- انهيارات.

تم إخلاء الجزيرة، وكان هناك أضرار في الممتلكات.

## ثوران 1983
كان هذا الثوران أكثر عنفًا وكان له مؤشر رقم 4 في مؤشر التفجر البركاني. وشمل:
- انفجار تنفيس مركزي.
- انفجار متفجر متتالي.
- تدفق بركاني فتاتي.
- ثوران تدفقي.

تم إخلاء الجزيرة، وكان هناك أضرار في الممتلكات، ولكن لم يقتل أي شخص.